# Japon aux Jeux olympiques d'hiver de 1960
Cet article contient des informations sur la participation et les résultats du Japon aux Jeux olympiques d'hiver de 1960, qui ont eu lieu à Squaw Valley aux États-Unis.

## Résultats

### Combiné nordique
Les épreuves sont du saut à ski avec un tremplin normal (Trois sauts, les deux meilleurs sont comptabilisés et montrés ici.) et une course de ski de fond de 15 km.
| Athlète         | Épreuve    | Saut à ski | Saut à ski | Saut à ski | Saut à ski | Ski de fond       | Ski de fond | Ski de fond | Total           | Total |
| Athlète         | Épreuve    | Distance 1 | Distance 2 | Points     | Rang       | Temps             | Points      | Rang        | Points          | Rang  |
| --------------- | ---------- | ---------- | ---------- | ---------- | ---------- | ----------------- | ----------- | ----------- | --------------- | ----- |
| Rikio Yoshida   | Individuel | 57,0 m     | 64,0 m     | 202,0      | 17         | N'a pas terminé   | –           | –           | N'a pas terminé | –     |
| Yosuke Eto      | Individuel | 62,0 m     | 68,0 m     | 218,5      | 3          | 1 h 05 min 51 s 4 | 211,484     | 23          | 429,984         | 15    |
| Akemi Taniguchi | Individuel | 58,5 m     | 62,0 m     | 194,0      | 26         | 1 h 04 min 52 s 9 | 215,226     | 20          | 409,226         | 24    |
| Takashi Matsui  | Individuel | 62,0 m     | 61,0 m     | 198,5      | 22         | N'a pas terminé   | –           | –           | N'a pas terminé | –     |

### Hockey sur glace
| Rang | Équipe | PJ | V | D | N | BP | BC | Pts |
| ---- | ------ | -- | - | - | - | -- | -- | --- |
| 1    | Canada | 2  | 2 | 0 | 0 | 24 | 3  | 4   |
| 2    | Suède  | 2  | 1 | 1 | 0 | 21 | 5  | 2   |
| 3    | Japon  | 2  | 0 | 2 | 0 | 1  | 38 | 0   |

| Équipe    | PJ | V | D | N | BP | BC | Pts |
| --------- | -- | - | - | - | -- | -- | --- |
| Finlande  | 4  | 3 | 0 | 1 | 50 | 11 | 7   |
| Japon 8e  | 4  | 2 | 1 | 1 | 32 | 22 | 5   |
| Australie | 4  | 0 | 4 | 0 | 8  | 57 | 0   |

| Effectif | Shikashi Akazawa, Shinichi Honma, Toshiei Honma, Hidenori Inatsu, Atsuo Irie, Yuji Iwaoka, Takashi Kakihara, Yoshihiro Miyazaki, Masao Murano, Isao Ono, Akiyoshi Segawa, Shigeru Shimada, Kunito Takagi, Mamoru Takashima, Masami Tanabu, Shoichi Tomita, Toshihiko Yamada |

### Patinage artistique
| Athlète    | FI | PL | Points | Places | Rang |
| ---------- | -- | -- | ------ | ------ | ---- |
| Nobuo Satō | 11 | 17 | 1206,8 | 120    | 14   |

| Athlète       | FI | PL | Points | Places | Rang |
| ------------- | -- | -- | ------ | ------ | ---- |
| Miwa Fukuhara | 19 | 22 | 1134,7 | 188    | 21   |
| Junko Ueno    | 15 | 20 | 1176,5 | 158    | 17   |

### Patinage de vitesse
| Épreuve  | Athlète            | Course        | Course |
| Épreuve  | Athlète            | Temps         | Rang   |
| -------- | ------------------ | ------------- | ------ |
| 500 m    | Shinkichi Takemura | 45 s 9        | 43     |
| 500 m    | Takeo Mizoo        | 43 s 7        | 36     |
| 500 m    | Yoshitaki Hori     | 41 s 8        | 16     |
| 500 m    | Fumio Nagakubo     | 41 s 1        | 9      |
| 1 500 m  | Shuji Kobayashi    | 2 min 23 s 0  | 34     |
| 1 500 m  | Takeo Mizoo        | 2 min 22 s 6  | 33     |
| 1 500 m  | Yoshitaki Hori     | 2 min 21 s 7  | 29     |
| 1 500 m  | Fumio Nagakubo     | 2 min 18 s 7  | 21     |
| 5 000 m  | Shuji Kobayashi    | 8 min 29 s 8  | 24     |
| 5 000 m  | Takeo Mizoo        | 8 min 28 s 7  | 23     |
| 10 000 m | Takeo Mizoo        | 17 min 42 s 0 | 25     |
| 10 000 m | Shuji Kobayashi    | 17 min 20 s 8 | 21     |

| Épreuve | Athlète                    | Course       | Course |
| Épreuve | Athlète                    | Temps        | Rang   |
| ------- | -------------------------- | ------------ | ------ |
| 500 m   | Yoshiko Takano             | 50 s 3       | 19     |
| 500 m   | Fumie Hama                 | 47 s 4       | 8      |
| 500 m   | Hatsue Nagakubo-Takamizawa | 46 s 6       | 5      |
| 1 000 m | Yoshiko Takano             | 1 min 39 s 9 | 16     |
| 1 000 m | Fumie Hama                 | 1 min 36 s 1 | 7      |
| 1 000 m | Hatsue Nagakubo-Takamizawa | 1 min 35 s 8 | 5      |
| 1 500 m | Hatsue Nagakubo-Takamizawa | 2 min 43 s 7 | 19     |
| 1 500 m | Yoshiko Takano             | 2 min 34 s 0 | 12     |
| 1 500 m | Fumie Hama                 | 2 min 33 s 3 | 10     |
| 3 000 m | Yoshiko Takano             | 5 min 30 s 9 | 10     |
| 3 000 m | Hatsue Nagakubo-Takamizawa | 5 min 21 s 4 | 4      |

### Saut à ski
| Athlète        | Épreuve         | Saut 1   | Saut 1 | Saut 1 | Saut 2   | Saut 2 | Saut 2 | Total  | Total |
| Athlète        | Épreuve         | Distance | Points | Rang   | Distance | Points | Rang   | Points | Rang  |
| -------------- | --------------- | -------- | ------ | ------ | -------- | ------ | ------ | ------ | ----- |
| Takashi Matsui | Tremplin normal | 78,5 m   | 92,6   | 33     | 75,0 m   | 97,0   | 29     | 189,6  | 30    |
| Koichi Sato    | Tremplin normal | 82,0 m   | 98,4   | 24     | 78,0 m   | 101,9  | 20     | 200,3  | 22    |
| Yosuke Eto     | Tremplin normal | 85,5 m   | 102,2  | 17     | 72,5 m   | 95,5   | 34     | 197,7  | 25    |
| Sadao Kikuchi  | Tremplin normal | 88,5 m   | 104,1  | 13     | 77,0 m   | 102,1  | 19     | 206,2  | 15    |

### Ski alpin

#### Hommes
| Athlète          | Épreuve      | Manche 1     | Manche 1 | Manche 2                   | Manche 2 | Total        | Total |
| Athlète          | Épreuve      | Temps        | Rang     | Temps                      | Rang     | Temps        | Rang  |
| ---------------- | ------------ | ------------ | -------- | -------------------------- | -------- | ------------ | ----- |
| Masayoshi Mitani | Descente     |              |          |                            |          | 2 min 31 s 3 | 53    |
| Osamu Tada       | Descente     |              |          |                            |          | 2 min 28 s 5 | 46    |
| Chiharu Igaya    | Descente     |              |          |                            |          | 2 min 25 s 0 | 34    |
| Takashi Takeda   | Slalom géant |              |          |                            |          | 2 min 13 s 4 | 44    |
| Osamu Tada       | Slalom géant |              |          |                            |          | 2 min 06 s 5 | 35    |
| Masayoshi Mitani | Slalom géant |              |          |                            |          | 2 min 05 s 6 | 33    |
| Chiharu Igaya    | Slalom géant |              |          |                            |          | 1 min 55 s 8 | 23    |
| Takashi Takeda   | Slalom       | 1 min 26 s 7 | 43       | 1 min 29 s 3               | 35       | 2 min 56 s 0 | 33    |
| Masayoshi Mitani | Slalom       | 1 min 23 s 8 | 36       | Disqualifié (1 min 04 s 8) | –        | Disqualifié  | –     |
| Osamu Tada       | Slalom       | 1 min 17 s 2 | 22       | 1 min 26 s 8               | 34       | 2 min 44 s 0 | 26    |
| Chiharu Igaya    | Slalom       | 1 min 10 s 9 | 6        | 1 min 09 s 3               | 19       | 2 min 20 s 2 | 12    |

### Ski de fond
| Athlète | Épreuve            | Course                     | Course |
| Athlète | Épreuve            | Total                      | Rang   |
| ------- | ------------------ | -------------------------- | ------ |
| 15 km   | Eiji Kurita        | 58 min 57 s 0              | 45     |
| 15 km   | Takashi Matsuhashi | 57 min 49 s 1              | 40     |
| 15 km   | Kazuo Sato         | 56 min 15 s 0              | 30     |
| 30 km   | Eiji Kurita        | 2 h 11 min 25 s 8          | 39     |
| 30 km   | Kazuo Sato         | 2 h 07 min 07 s 2          | 37     |
| 30 km   | Takashi Matsuhashi | 2 h 06 min 25 s 5          | 35     |
| 50 km   | Kazuo Sato         | N'a pas terminé (rattrapé) | –      |
| 50 km   | Eiji Kurita        | 3 h 38 min 40 s 6          | 27     |

| Athlètes                                                  | Course            | Course |
| Athlètes                                                  | Temps             | Rang   |
| --------------------------------------------------------- | ----------------- | ------ |
| Takashi Matsuhashi Kazuo Sato Eiji Kurita Akemi Taniguchi | 2 h 36 min 44 s 9 | 10     |